# الحبيب الضيف
الجنرال الحبيب الضيف (6 ديسمبر 1958-)، هو ضابط عسكري تونسي من الضباط القادة في القوات البرية التابعة للقوات المسلحة التونسية، يحمل الجنرال الضيف الآن أعلى رتبة عسكرية في تونس منذ ترقيته في 24 يونيو 2022 لرتبة فريق أول من قبل الرئيس قيس سعيد، كما يشغل الجنرال الضيف منذ أبريل 2017 منصب رئيس الاستخبارات العسكرية التونسية.

## سيرته
انخرط بالجيش منذ 11 سبتمبر 1978، إذ انظمّ إلى الٲكاديمية العسكرية بتونس وتخرّج منها ليقوم بتربص تخصّص مشاة بتونس سنة 1982. كما انظم إلى دروس النقباء مشاة (1988-1989) وإلتحق بمدرسة الٲركان بتونس (1994-1995) ثم مدرسة الٲركان بفرنسا (1996-1997) فالمدرسة الحربية العليا بتونس (2000-2001) ومعهد الدفاع الوطني بتونس (2008- 2009).
وتولّى عديد الخطط والمهام ٲهمها ملحق بديوان وزير الدفاع الوطني (2015-2017) ومتفقد بالتفقدية العامة للقوات المسلحة وملحق برئاسة الجمهورية (2015) ومدير إدارة التربية البدنية والرياضة العسكرية (2014-2015) وآمر فوج الشرف (2014) وملحق عسكري بحري وجوي بالرباط (2011-2013) ورئيس التشريفات والمراسم بديوان وزير الدفاع الوطني (2006- 2011) وآمر فوج مشاة ميكانيكية (2005-2006) وتولى مهمة ٲممية لحفظ السلام بكمبوديا (1992-1993) وآمر سرية مشاة (1989-1992).
كما تقلد الوسام العسكري ووسام الأمم المتحدة.